# Minderbroedersklooster (Leuven)
De minderbroeders franciscanen verblijven in de Belgische stad Leuven sinds 1231. Zij hadden kloosters in de Minderbroedersstraat en de Vlamingenstraat. In het Iers College aan het Pater Damiaanplein verbleven van de 17e tot de 20e eeuw ook Ierse minderbroeders franciscanen.

## Geschiedenis

### Minderbroedersstraat

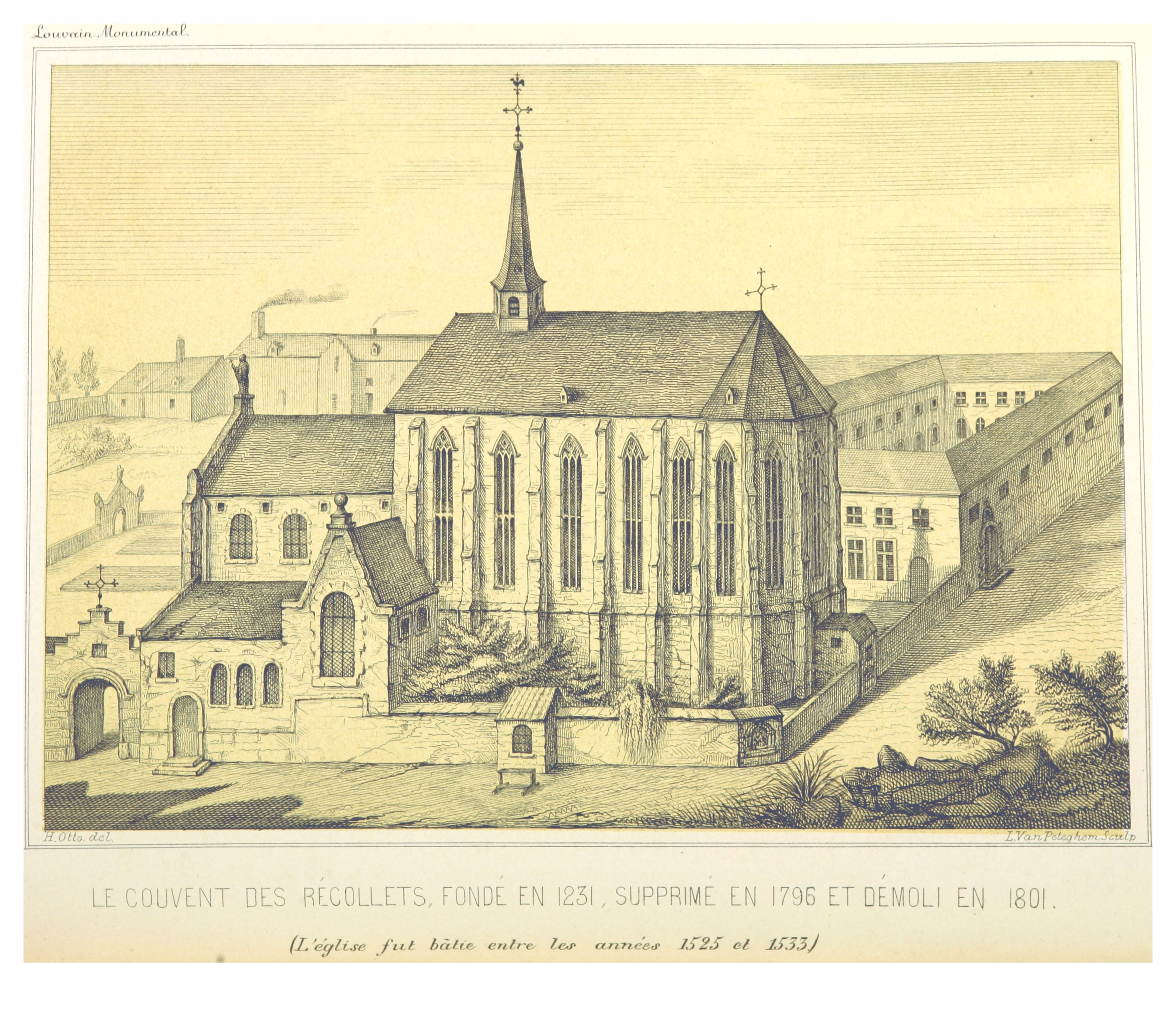
Het Minderbroedersklooster

De eerste minderbroeders franciscanen kwamen in 1228 naar Leuven, gelijktijdig met andere Brabantse stichtingen in Brussel, Diest, 's-Hertogenbosch en Sint-Truiden. Vanaf 1231 waren zij gevestigd in een klooster op de hoek van de Minderbroedersstraat en de Waaistraat, op de rechteroever van de Dijle. Het klooster, dat op kosten van het stadsbestuur werd gebouwd, was het enige binnen de stadsomwalling. De kloosterkerk werd in 1233 geconsacreerd. Het oudste document waarin de Leuvense minderbroeders worden vermeld dateert uit 1252.
In 1343 verwoestte een windstorm gedeeltelijk het klooster, dat in 1355 hersteld werd. In 1536 werd de kloosterkerk met een nieuw koor uitgebreid, in 1684 werd aan het kerkinterieur en -portaal gewerkt en in 1735 en 1784 volgden andermaal herstellingen van het kerkgebouw. In 1796 werd het klooster onder Frans bestuur afgeschaft. Op dat moment werden 34 priesters, 18 broeders en 1 lekenlid uit het klooster verdreven. Het terrein werd in twee percelen verdeeld en in 1797 per bod opgekocht. De kloosterkerk werd in 1803 gesloopt.
In 1606 werd de humanist Justus Lipsius in de Minderbroederskerk begraven. Zijn graf ging verloren bij de sloop van de kerk na de afschaffing van de kloosterorden. In 1868 werd tijdens funderingswerken van een woning die later door architect en hoogleraar Joris Helleputte werd aangekocht de grafsteen van Lipsius gevonden. De menselijke resten die men daaronder vond werden naar de kapel van het nabijgelegen Justus Lipsiuscollege overgebracht. Het stoffelijk overschot werd met andere beenderen naar de Sint-Kwintenskerk verplaatst. Een arbeider nam echter een dijbeen mee. Zijn kleinzoon gaf het been terug, waarna het in een apart schrijn in het Justus Lipsiuscollege werd bewaard en thans door de dienst Kunstpatrimonium van de Katholieke Universiteit Leuven wordt beheerd. Ook schilder Dirk Bouts werd in de Minderbroederskerk begraven.
Na de opheffing van het klooster werd het Seminarie van Mechelen eigenaar van het gebouw. In 1837 vonden de Leuvense jezuïeten er onderdak, maar zij verhuisden reeds een jaar later. Het terrein werd vanaf eind 19e eeuw door de Gilde van Ambachten en Neringen en vervolgens de Boerenbond ingenomen. Thans zijn de gebouwen op het terrein eigendom van de Katholieke Universiteit Leuven.

### Vlamingenstraat
In 1871 kochten de minderbroeders franciscanen de Kapel Onze-Lieve-Vrouw-ter-Koorts in de Vlamingenstraat van de familie Van Hamme. In 1875 bouwden ze rond de kapel een klooster. In 1986 werd het geheel aan de KU Leuven verkocht, die het als het archief-, onderzoeks- en documentatiecentrum voor religie, cultuur en samenleving KADOC herbestemde.

### Recente jaren
Enkele minderbroeders huurden vanaf 1970 een huis in Craenendonck, maar verhuisden meermaals. In 1972 kwamen de broeders in opleiding in Vaalbeek eveneens in een neoclassicistisch huurhuis wonen in de Charles Deberiotstraat. In 1984 smolten beide groepen samen in het huis in de Charles Deberiotstraat. In 2016 verhuisde de gemeenschap naar de Heilige-Geeststraat (nr. 9).

### Iers College
In 1610 kochten de Ierse minderbroeders een huis en terreinen aan de Varkensmarkt (vandaag het Pater Damiaanplein). Ze bouwden er een kloostercomplex met stallingen, tuin en moestuin uit. De aartshertogen Albrecht en Isabella legden in 1617 de eerste steen van de kapel. Het klooster werd een centrum van Ierse Contrareformatie, er werd een drukkerij gebouwd en het college genoot giften van de welgestelde Ierse landadel, uit het hertogdom Brabant en van het Spaanse vorstenhuis, ook onder de Oostenrijkse Nederlanden. In 1776 schafte het Frans bestuur het klooster af.
In 1922 kregen de Ierse minderbroeders het collegegebouw terug in handen. Ze richtten er een studentenhuis voor Ierse studenten in. In 1984 werd een groot deel van de gebouwen, inclusief de kapel, afgestaan aan het The Leuven Institute for Ireland in Europe.

## Galerij

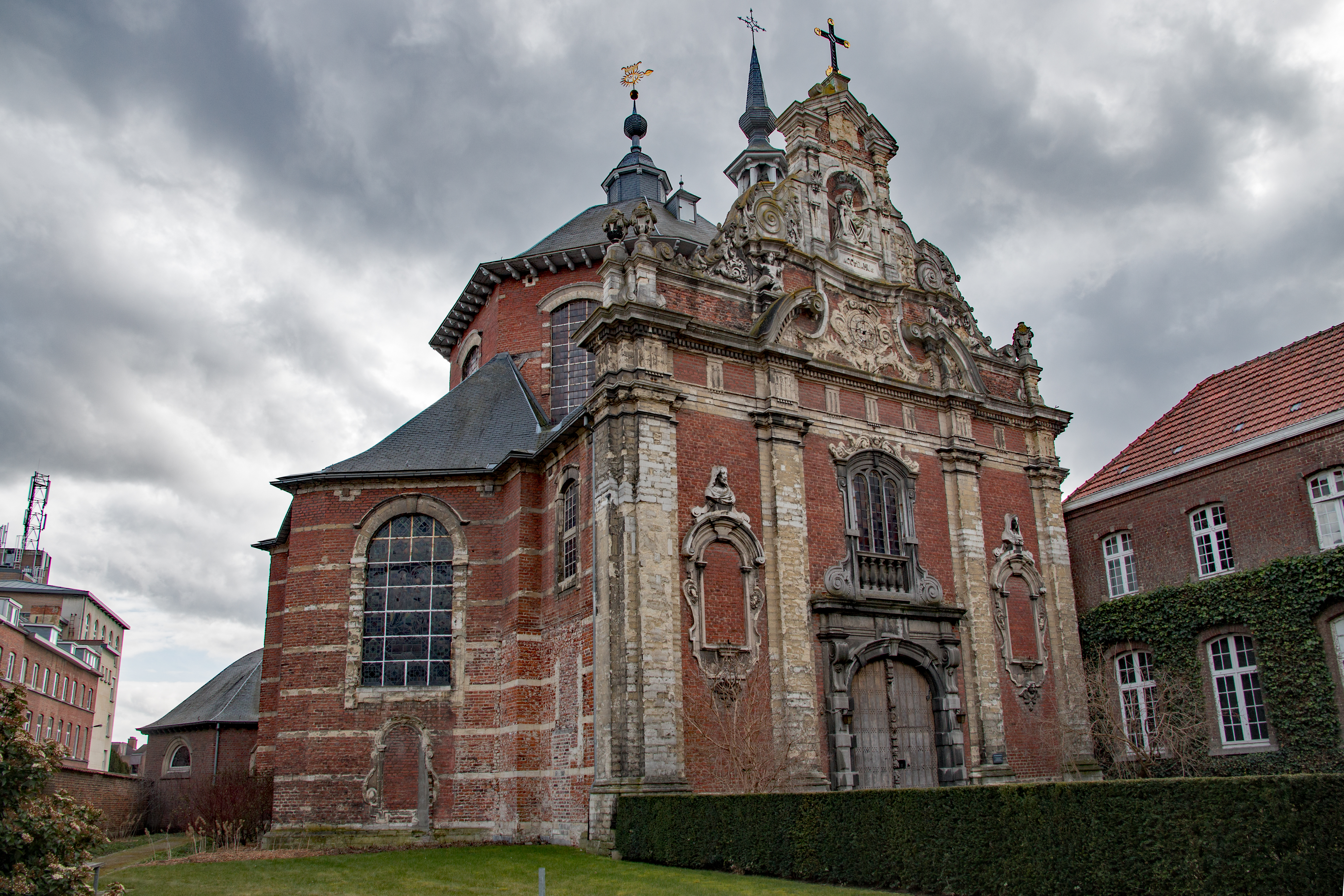
De Kapel Onze-Lieve-Vrouw-ter-Koorts
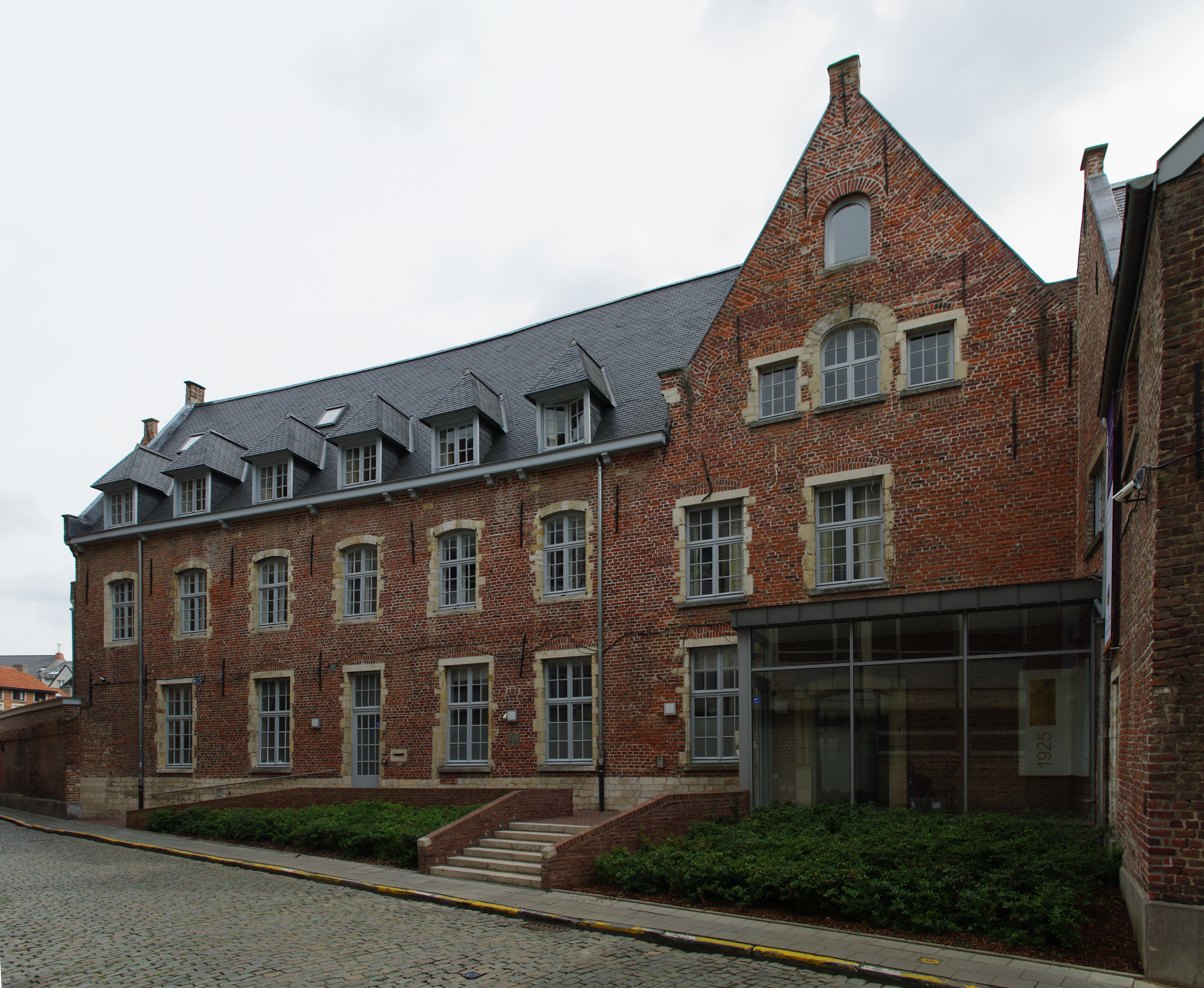
Het Iers College
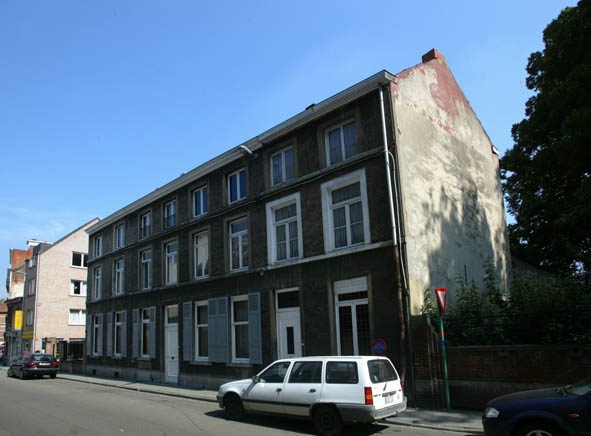
Heilige-Geeststraat 9